# MGM Grand Adventures Theme Park
MGM Grand Adventures Theme Park était un parc à thème situé à côté de l'hôtel-casino MGM Grand Las Vegas de Paradise, Nevada. Ouvert au public en 1993, il a fermé le 4 septembre 2000.

## Historique

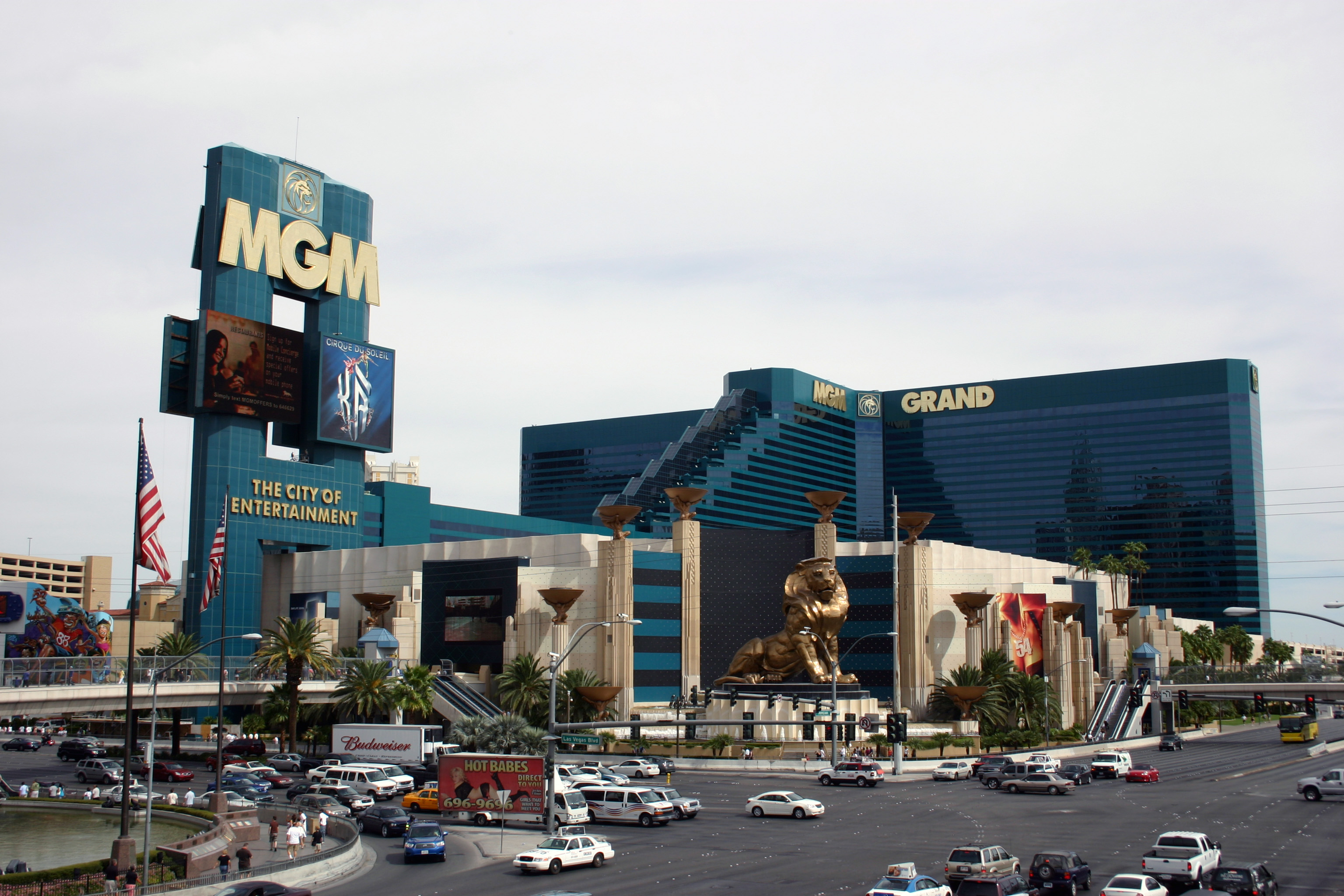
L'hôtel-casino MGM Grand Las Vegas auquel le parc était rattaché.

Le plan original du parc à thème était en relation avec celui de l'hôtel. L'univers du Magicien d'Oz avait été exploité notamment au niveau du "chemin de briques jaunes" rejoignant l'intérieur de l'hôtel à l'entrée du parc à thème. Ouvert en 1993, avec le reste du complexe, il représentait alors une surface de 13,4 hectares. MGM Grand Adventures Theme Park ressemblait à une petite version des parcs comme Disney's Hollywood Studios ou Universal Studios, utilisant également l'univers du cinéma et des licences de film pour les thèmes de ses attractions.
Lors d'une expansion ultérieure de la piscine de l'hôtel et du centre des congrès, la surface du parc fut réduite de 40 % pour une superficie de 7,6 hectares.
En septembre 2000, en raison des faibles performances du parc, il a été annoncé qu'il serait fermé pour permettre l'expansion de la partie hôtel du complexe. En 2001, le parc a été rebaptisé The Park at MGM Grand et a servi de centre de réunions et de congrès pour des entreprises. Le dernier événement dans le parc fut une soirée privée avec Jimmy Buffett à l'occasion du Memorial Day 2002.
Le 5 décembre 2002, MGM Mirage (devenu MGM Resorts International) a annoncé que la construction de The Signature at MGM Grand occuperait une grande partie de la surface du parc.

## Les attractions
MGM Grand Adventures Theme Park a été construit sur le thème des studios de cinéma et comportait plusieurs zones thématiques dont Casablanca Plaza (entrée principale), New York Street, le village asiatiques, la rue français, le front de mert de Salem, Tumbleweed Gulch (rebaptisée plus tard Goldrush Junction), la rue de Nouvelle-Orléans et Olde England Street. Les personnages du parc étaient pour la plupart des personnages de dessins animés tels que Betty Boop et le roi Looey.
Le parc comportait dix attractions majeures, onze restaurants, des zones de restauration rapide et une dizaine de boutiques. 
- Backlot River Tour - Un mélange entre Jungle Cruise et Studio Tour à Universal Studios, dans lequel les passagers embarqués dans une balade en bateau découvrait des décors de films et le fonctionnement d'effets spéciaux tels que des coups de feu, la pluie ou les canons à eau.
- Deep Earth Exploration - Cette attraction fut une première de son genre à combiner le parcours scénique traditionnel avec le simulateur de mouvements. Les passagers montaient bord d'engins pour un voyage dans les galeries vers le centre de la terre, guidé par un animatronique pilote (utilisant la voix de l'acteur Matt Cates). Le trajet comportait un certain nombre d'arrêts où les fenêtres des véhicules s'ouvraient, permettant aux occupants de regarder les effets spéciaux.
- Lightning Bolt - Un parcours de montagnes russes en intérieur sur le thème de l'espace, conçu par Intamin et fabriqué par Arrow Dynamics. En 1997, un deuxième lift fut ajouté et le parcours de montagnes russes fut déplacé à l'extérieur[2].
- The Haunted Mine - Un parcours scénique où les passagers prenaient place dans des wagonnets à minerai pour un voyage dans les galeries de mines abandonnées.
- Grand Canyon Rapids - Une rivière rapide en bouée d'Intamin sur le thème du fleuve Colorado dans un paysage de western.
- Over the Edge - Parcours de bûches conçu par Intamin. Le parcours passait dans une vieille scierie et possédait deux chutes (une de 9,1 m et une de 14 m).
- Parisian Taxis - Autos tamponneuses sur le thème des rues de Paris.
- Pirates 'Cove - Une scène en plein air de 950 places présentant un spectacle de cascades sur le thème des pirates "Dueling Pirates Stunt Spectacular".
- Magic Screen Theatre - théâtre qui a accueilli une variété de spectacles, y compris BMX Grind, un spectacle de cascades, avec des BMX.
- King Looey Theatre (plus tard Manhattan Theatre) - théâtre qui a accueilli une variété de spectacles, y compris un spectacle de patinage sur glace avec le roi Looey.
- You're in the Movies (plus tard Gold Rush Théâtre) - théâtre.